# Onofre d'Alentorn i de Botella
Onofre d'Alentorn i de Botella, fou canonge de Lleida, ardiaca de Benasc i president de la Generalitat de Catalunya.

## Diputat eclesiàstic
Va ésser nomenat President de la Generalitat de Catalunya el 22 de juliol de 1608, si bé no va jurar el càrrec fins al 13 de setembre, ja que es trobava com a ambaixador de la Generalitat a la cort reial. Era fill d'Onofre d'Alentorn i d'Oms, senyor de Seró, qui havia estat diputat pel braç militar al trienni 1593-1596; i germà d'Alexandre d'Alentorn i de Botella, qui anys més tard seria també membre de la Diputació com a diputat militar entre el 1614-1617. A la diòcesi de Lleida fou procurador del bisbe Francesc Virgili (1585). Va participar en les Corts de 1585 i 1599.
Com era tradició l'extracció dels noms de la nova Diputació del General va tenir lloc durant la diada de Santa Magdalena, el 22 de juliol, de l'any 1608. Onofre d'Alentorn va sortir com a diputat eclesiàstic, Gispert de Guimerà com a diputat militar i Francesc Ferrer com a diputat reial. Onofre no es trobava a Barcelona sinó a la cort, actuant d'ambaixador de la mateixa Generalitat i, per tant, no va jurar el càrrec fins al 13 de setembre. El diputat Francesc Ferrer va morir just divuit dies després, el 9 d'agost, i es va haver d'extreure un nou nom el 18 d'agost per substituir-lo: Antic Rafel Raset i de Trullàs.

### Cas de les galeres
A les Corts de Barcelona (1599) s'havia encarregat a la Generalitat la construcció de quatre galeres per fer front a la pirateria turca que assolava les costes catalanes. Però aquestes no es construïen, i aquest retard va tenir com a conseqüència que "la gent amb estudis" deixessin de pagar l'impost que s'havia creat per tal de pagar-les, deixant la Generalitat en una situació econòmica precària i amb el rei reclamant les galeres compromeses anys enrere. Alentorn i els nous diputats es trobaren "empenyada l'autoritat i reputació d'esta Generalitat", i ja el dia 30 d'agost el mateix rei els exhortava per carta a construir-les o comprar-les a algú altre. La primera decisió del nou consistori fou ratificar els administradors de les galeres nomenats durant el trienni anterior, però convocaren una comissió de nou persones perquè redactessin uns «articles per lo bon regiment de dites galeres». Uns mesos després, el 6 d'octubre, els diputats anaren personalment al lloc on es construïen i van acomiadar part del personal. El maig del 1611 ja devien estar enllestides perquè llavors el problema era de «com se poran mantenir les galeres del General ab poc gasto per conservar los forçats», i la Diputació va acordar que de moment no hi hagués gaire gent a mantenir en espera que el rei concedís «alguna bona ajuda de costa», en referència a aconseguir diners per pagar les activitats de vigilància del litoral.

### Cas de l'abat Juallar
Aquest fou un dels trasbalsos polítics del trienni. L'1 de gener del 1609 fou detingut l'abat de Sant Martí del Canigó Àngel Juallar, que era visitador del general, per manament dels dos presidents de l'orde benedictí, també dos abats i també visitadors del general. Juallar pretenia vendre el seu monestir a la companyia de Jesús i els altres abats ho volien evitar. Però el fet de detenir-lo durant la visita va crear un llarg conflicte legal. Onofre d'Alentorn va indignar-se perquè els abats havien usurpat la jurisdicció del General, i va declarar un pronunciament de la cort contra ells.

### Expulsió dels moriscos
El 1609 Felip III va iniciar l'expulsió dels moriscos de la península, que eren uns 7.000 a Catalunya i més de 130.000 al regne de València. En aquell moment es va comentar que els moriscos demanarien la protecció de la Generalitat, però els assessors d'aquesta varen informar que l'ordre no entrava en contradicció amb les constitucions catalanes. Sota el comandament de Ramon d'Oms, la galera del general hagué de dirigir-se als Alfacs per procedir a la massiva expulsió juntament amb les galeres reials. La promulgació d'aquesta ordre no va agradar gens als diputats de la Generalitat, ja que s'havia fet sense consultar les diputacions de la corona d'Aragó i sense convocar corts. De fet s'oposaren a la idea del rei de tractar l'assumpte en un simple parlament, però finalment no hi hagué ni una cosa ni l'altra.

### Crisi econòmica
En aquells anys de crisi la Diputació ni tan sols trobava ningú a qui arrendar el cobrament dels seus impostos, els drets del General i de les bolles, fins al punt que van reunir diversos doctors en teologia per tal que concloguessin que els drets del General (entre ells el de galeres) eren moralment justos i que per tant tots els eclesiàstics també estaven obligats a pagar-los, tant regulars com seculars.
A aquestes dificultats s'afegí la inestabilitat monetària, qüestió que la ciutat de Barcelona volia solucionar el febrer del 1610 amb l'edició de nova moneda, però que no era acceptada per la Generalitat, qui adduïa problemes jurídics.

### Enfrontaments amb el rei
També durant el trienni d'Onofre d'Alentorn hi hagué les típiques tensions amb el poder reial a Catalunya. Quan el virrei Pignatelli i el consell reial volgueren limitar legalment l'ús del pedrenyal el 28 de maig de 1610 els assessors de la Diputació així com altres advocats coincidiren que la mesura era il·legal, i així ho van comunicar al virrei que respongué que la revisaria i si era cert resoldria l'assumpte.
També van aixecar polseguera les ordres del Reial Consell Criminal per enderrocar portes i finestres i prohibir-ne la restauració. Per aquell afer van acudir a la Diputació el braç militar, el Consell de Cent, el capítol de la catedral de Barcelona i molts particulars. Altra vegada advocats, fiscals i doctors diversos conclogueren que la mesura era inconstitucional; i altra vegada el virrei respongué que ho analitzaria.